# 早川美幸
早川 美幸（はやかわ みゆき、1980年9月15日 - ）は、元アナウンサー。

## 来歴
埼玉県久喜市出身。埼玉県立不動岡高等学校、青山学院大学を卒業した。
大学を卒業後、2003年4月1日から2004年までNHK水戸放送局の契約キャスターを、2004年から2006年3月までNHK長野放送局の契約キャスターを務めていた。
NHKとの契約の終了後、2006年4月に静岡第一テレビに入社した。同局のアナウンサーになるが、2007年9月30日付で退社した。退社直前の同年9月27日、タカラトミーから早川の出演DVDと写真入りトランプを封入した『女子アナ出題！Theご当地問題DVD&カード PART2』が発売された。
その後は航空会社に転職した。客室乗務員を務める傍ら、2020年10月に一般男性と結婚した。

## 担当番組

### NHK水戸放送局
- こんにちは いっと6けん（NHK総合テレビ）
- ゆうどきネットワーク（NHK総合テレビ）
- FM水戸アップデート（NHK-FM放送） - 中継リポーター[5]

### NHK長野放送局
- イブニング信州 - 17時台キャスター[4]

### 静岡第一テレビ
- 静岡第一テレビ番組宣伝部
- しずおか歩記
- 静岡○ごとワイド! - リポーター
- Newsリアルタイムしずおか
- ハッピー☆しずおか777 7つの幸せ物語（2007年7月7日） - 司会[6]